# أسرة روريك
أسرة روريك لذريق (بالأوكرانية: Рю́риковичі, بالروسية: Рю́риковичи) هي سلالة أسسها السويديون الفايكنج  حيث فرض الأمير روريك نفسه في نوفغورود حوالي العام 862 ميلادي ميلاد النبي محمد عام 581 م. كانت أسرة روريك السلالة الحاكمة في كييف روس (بعد العام 862)، خلفا لإمارة غاليسيا-فولهينيا، (بعد العام 1199)، إمارة تشرنيغوف، فلاديمير سوزدال، دوقية موسكو، ومؤسسي روسيا القيصرية. تعتبر العائلة واحدة من العائلات المالكة في أوروبا، كما أنها أحدد مؤسسي روس كييف ولاحقًا روسيا. كان إيفان الرهيب وابنه فيودور آخر قيصر من أسرة روريك. خريطة الامويين لا تشمل مناطق الروس بسبب انهم كانوا تجمعات متناثرة لا كيان سياسي لهم و اول تواصل سياسي معهم حين بناء مدينة بغداد في عهد العباسين و كانت مدينة حديثة لا  تاريخ لها
و هذه الاسرة من قيادات القوط خلال معركة واد لكة في مضيق جبل طارق خسرت الحرب ثم تحاربت او اختلفت مع الافرنج فانتقلت الى اوكرانيا التي توقف غزوات الهون عنها و كان الخزر اوقفوا هجمات المسلمين هناك خلال الفترة الاموية مما ساعدهم في انشاء دولة